# Only I Didn't Know (bài hát của IU)
Only I Didn't Know là bài hát của ca sĩ-nhạc sĩ và diễn viên Hàn Quốc IU. Bài hát được phát hành như một single, tựa đề là Real+ và phân phối bởi LOEN Entertainment vào ngày 16 tháng năm 2011. Single, tiếp theo Real (2010), bao gồm tổng cộng ba bài hát. Bài hát thứ nhất trong album, "Only I Didn't Know", được trình diễn hai lần - lần thứ hai là màn kết hợp với nghệ sĩ piano Kim Gwang-min.

## Background và phát hành
MV cho bài hát chính, "Only I Didn't Know" (Hangul: 나만 몰랐던 이야기; RR: Naman Mollatdeon Iyagi), kết hợp với nữ diễn viên Park Bo-young khi cô bị mắc kẹt trong một cuộc chia tay. Người yêu cũ của cô được đóng bởi ca sĩ-nhạc sĩ Yoon Sang, người cũng đã sáng tác bài hát như một món quà cho IU. MV được phát hành cùng ngày với ngày phát hành album.
IU đã thực hiện màn quảng bá cho lần comeback với "Only I Didn't Know" trên chương trình âm nhạc Music Bank (KBS) vào ngày 18 tháng 2 năm 2011, hai ngày sau khi phát hành album.
Tính đến năm 2011, album đã đạt doanh số hơn 23,500 bản tại Hàn Quốc.

## Danh sách đĩa nhạc
| CD/Digital download | CD/Digital download                                               | CD/Digital download | CD/Digital download | CD/Digital download |
| STT                 | Nhan đề                                                           | Phổ lời             | Phổ nhạc            | Thời lượng          |
| ------------------- | ----------------------------------------------------------------- | ------------------- | ------------------- | ------------------- |
| 1.                  | "Only I Didn't Know" (나만 몰랐던 이야기; Naman Mollatdeon Iyagi) | Kim Eana            | Yoon Sang           | 3:25                |
| 2.                  | "Cruel Fairytale" (잔혹동화; Janhokdonghwa)                       | Kim Eana            | Saint Binary        | 3:45                |
| 3.                  | "Only I Didn't Know" (with Kim Gwang-min)                         | Kim Eana            | Yoon Sang           | 3:19                |
| Tổng thời lượng:    | Tổng thời lượng:                                                  | Tổng thời lượng:    | Tổng thời lượng:    | 10:29               |

## Bảng xếp hạng
| Bảng xếp hạng (2011)  | Vị trí xếp hạng cao nhất |
| --------------------- | ------------------------ |
| Hàn Quốc Album (Gaon) | 2                        |

| Bảng xếp hạng (2011)  | Vị trí xếp hạng cao nhất |
| --------------------- | ------------------------ |
| Hàn Quốc Album (Gaon) | 4                        |

| Bảng xếp hạng (2011)  | Vị trí xếp hạng cao nhất |
| --------------------- | ------------------------ |
| Hàn Quốc Album (Gaon) | 69                       |

## Giải thưởng và đề cử

### Lễ trao giải âm nhạc hàng năm
| Năm  | Lễ trao giải                         | Hạng mục                   | Được nhận            | Kết quả   |
| ---- | ------------------------------------ | -------------------------- | -------------------- | --------- |
| 2011 | Gaon Chart K-Pop Awards lần thứ nhất | Song of the Year – Tháng 2 | "Only I Didn't Know" | Đoạt giải |

## Phiên bản cover
- Ca sĩ Hàn Quốc Lee Eun-mi đã cover lại bài hát "Only I Didn't Know" trong chương trình I Am a Singer.
- Ca sĩ Hàn Quốc K.Will đã cover lại bài hát "Only I Didn't Know" trên chương trình cuộc thi ca hát của Mnet Singer Game.

## Lịch sử phát hành
| Khu vực  | Ngày                | Định dạng                   | Hãng               |
| -------- | ------------------- | --------------------------- | ------------------ |
| Hàn Quốc | 16 tháng 2 năm 2011 | CD single, digital download | LOEN Entertainment |
| Toàn cầu | 16 tháng 2 năm 2011 | Digital download            | LOEN Entertainment |

## Liên kết khác
- Only I Didn't Know (Music video) trên YouTube
- Only I Didn't Know (IU version music video) trên YouTube
- Only I Didn't Know (Music video teaser) trên YouTube
- IU's official website Lưu trữ ngày 17 tháng 3 năm 2015 tại Wayback Machine